# CLOSE YOUR EYES (dosの曲)
「CLOSE YOUR EYES」（クローズ・ユア・アイズ）は、日本の音楽ユニット・dosの3枚目のシングル。1996年11月18日にORUMOK RECORDSから発売された。

## 概要
1stアルバム『chartered』からのリカットシングルであるが、シングル発売に際して異なるアレンジが施されている。作詞はボーカルのtaecoが手掛けている。表題曲はテレビ東京系音楽番組「TOWER COUNT DOWN」のオープニング・テーマとして使用された。
カップリング曲はなく、同曲のバックトラックが2曲目に収録され、500円（税抜）で販売された。なお、当シングルバージョンはオムニバス・アルバム『ORUMOK COMPILATION 1995 to 1998』（1998年6月17日発売）に収録されている。
このシングルを最後にdosは、グループとしての活動を無期限で停止（事実上の解散）することとなった。

## 収録曲
| 全作詞: taeco、全作曲・編曲: 小室哲哉。 |                                              |       |            |      |
| #                                       | タイトル                                     | 作詞  | 作曲・編曲 | 時間 |
| 1.                                      | 「CLOSE YOUR EYES (NAUGHTY GIRL MIX)」       | taeco | 小室哲哉   | 3:29 |
| 2.                                      | 「CLOSE YOUR EYES (HORIZONTAL SHUFFLE MIX)」 | taeco | 小室哲哉   | 3:28 |
| 合計時間:                               | 合計時間:                                    | 6:57  |            |      |

### クレジット
- Produced : 小室哲哉
- Mixed : Eddie Delena

## 楽曲の収録アルバム
- オリジナル『chartered』（1996年）※アルバムバージョン
- オムニバス『ORUMOK COMPILATION 1995 to 1998』（1998年）